# Carinola (stolica tytularna)
Carinola (łac. Dioecesis Carinolensis) – stolica historycznej diecezji w Italii erygowanej ok. roku 450, a włączonej w roku 1818 w skład diecezji Sessa Aurunca.
Współczesne miasto Carinola w prowincji Caserta we Włoszech. Obecnie katolickie biskupstwo tytularne ustanowione w 1968 przez papieża Pawła VI.

## Biskupi tytularni
| Lp. | Biskup                        | Funkcja                                 | Od               | Do              |
| --- | ----------------------------- | --------------------------------------- | ---------------- | --------------- |
| 1   | Amado Paulino y Hernandez     | biskup pomocniczy Manili (Filipiny)     | 25 lutego 1969   | 9 marca 1985    |
| 2   | Frederick Henry               | biskup pomocniczy London (Kanada)       | 18 kwietnia 1986 | 24 marca 1995   |
| 3   | Manfred Melzer                | biskup pomocniczy Kolonii (Niemcy)      | 9 czerwca 1995   | 9 sierpnia 2018 |
| 4   | Carlos Enrique Curiel Herrera | biskup pomocniczy Cochabamba (Boliwia)  | 27 grudnia 2018  | 30 marca 2021   |
| 5   | Anthony Ireland               | biskup pomocniczy Melbourne (Australia) | 14 maja 2021     | 20 czerwca 2025 |